# Ozvěna vln moře
Ozvěna vln moře (japonsky 海がきこえる, Umi ga kikoeru) je japonský televizní animovaný film (anime) režiséra Tomomi Močizukiho produkovaný studiem Ghibli. 

## Děj
Příběh vypráví o milostném trojúhelníku, který se postupně vytvoří mezi dvěma dobrými přáteli a dívkou, která přestoupila na jejich školu a nyní se snaží vyrovnat se s přechodem z Tokia do maloměsta.

## Produkce
Film vychází ze stejnojmenného románu od Saeko Himuro a byl uveden 25. prosince 1993. Film byl pokusem studia Ghibli umožnit mladším členům týmu vytvořit film za rozumnou cenu. Nakonec film ale přesáhl jak rozpočet, tak původní datum dokončení. Patří spíše k méně známým a ceněným filmům studia. Film je česky nadabován od roku 2024. V anglicky mluvícím světě je rozšířený doslovný překlad japonského názvu I Can Hear the Sea (Mohu slyšet moře), ovšem oficiální anglický název je Ocean Waves (Vlny oceánu).